# Mont Rishiri
Le mont Rishiri (利尻山, Rishiri-zan) est un volcan du Japon situé sur l'île Rishiri dans la préfecture de Hokkaidō. Ce territoire sacré du bouddhisme et du shintoïsme, conquis en 1890 par un adepte du shugendō, appartient depuis 1974 au parc national de Rishiri-Rebun-Sarobetsu et est classé parmi les 100 montagnes célèbres du Japon.

## Toponymie
Le toponyme « mont Rishiri » est la transcription en japonais d'un mot de la langue aïnou, langue d'origine de Hokkaidō, signifiant « île haute ». Il évoque le fait que le volcan est l'éminence topographique de l'île Rishiri où il est situé,.
Le mont Rishiri est aussi appelé Rishiridake, ou, plus couramment : Rishirifuji, en raison de son allure de mont Fuji flottant sur la mer,.

## Géographie

### Situation
Le mont Rishiri est situé sur l'île Rishiri, en mer du Japon, dans la préfecture de Hokkaidō, au Japon. Il émerge au centre de l'île, environ 236 km au nord de Sapporo, et 1 074 km au nord de l'agglomération de Tokyo, et 310 km à l'est des côtes de la Russie, sur le continent asiatique. Il est séparé de l'île de Hokkaidō voisine par le détroit de Rishiri, 26 km au nord-ouest de la péninsule de Shakotan.
Le volcan appartient au parc national de Rishiri-Rebun-Sarobetsu, une zone naturelle protégée par le gouvernement japonais et incluant les deux îles Rishiri et Rebun.

### Topographie
Le mont Rishiri est un stratovolcan de la ceinture de feu du Pacifique, le plus septentrional sur l'arc volcanique Nord-Est du Japon. Sa base s'étend sur 23 km selon l'axe nord-ouest/sud-est, et sur 18 km dans la direction sud-ouest/nord-est,. Par endroits, elle est située jusqu'à 80 m en dessous de la mer, essentiellement selon l'axe nord-ouest/sud-est. En conséquence, la superficie de la base du volcan est plus importante que celle de l'île Rishiri (18 km selon l'axe nord-ouest/sud-est et 16 km dans la direction sud-ouest/nord-est). Les parties de l'île non recouvertes par le volcan sont des zones, plus ou moins étendues vers l'intérieur des terres, des littoraux nord, nord-ouest, est et sud-est. Le volume de l'édifice volcanique est estimé à 55 km3, 62 km3 en incluant les cendres accumulées, par voie aérienne, dans le nord d'Hokkaidō lors d'éruptions.
Le mont Rishiri possède une forme conique caractéristique des volcans composites. Son point culminant (1 721 m d'altitude) est un dôme de lave appelé pic du Sud . Ses pentes, percées de cratères de maar et de cône de scories, notamment au pied du versant nord, sont entaillées par l'érosion qui a donné naissance, au fil des âges, a des vallées radiaires profondes s'élargissant du centre du volcan vers sa circonférence. La plus large de ces vallées, sur le versant sud-ouest résulte de l'érosion du rebord occidental du cratère sommital originel. Outre la cime du volcan, le rebord résiduel comprend le mont Sanchō (1 461 m), un pic à 1 719 m (le pic du Nord) et un autre à 1 476 m. Sur la face nord de la montagne, un édifice stratovolcanique parasite est visible : le mont Chyōkan (1 218 m).

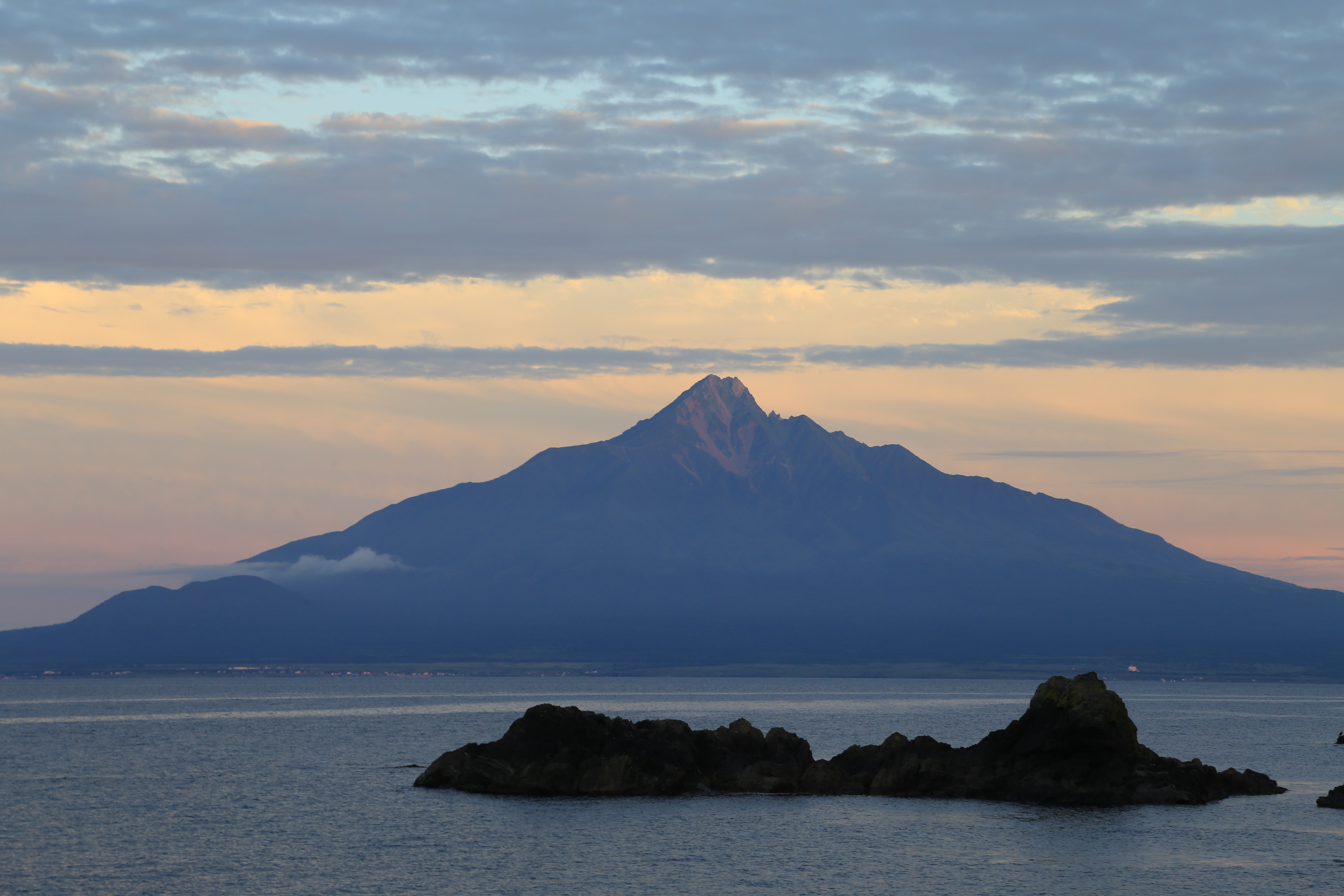
Vue du mont Rishiri depuis l'île Rebun (2016).
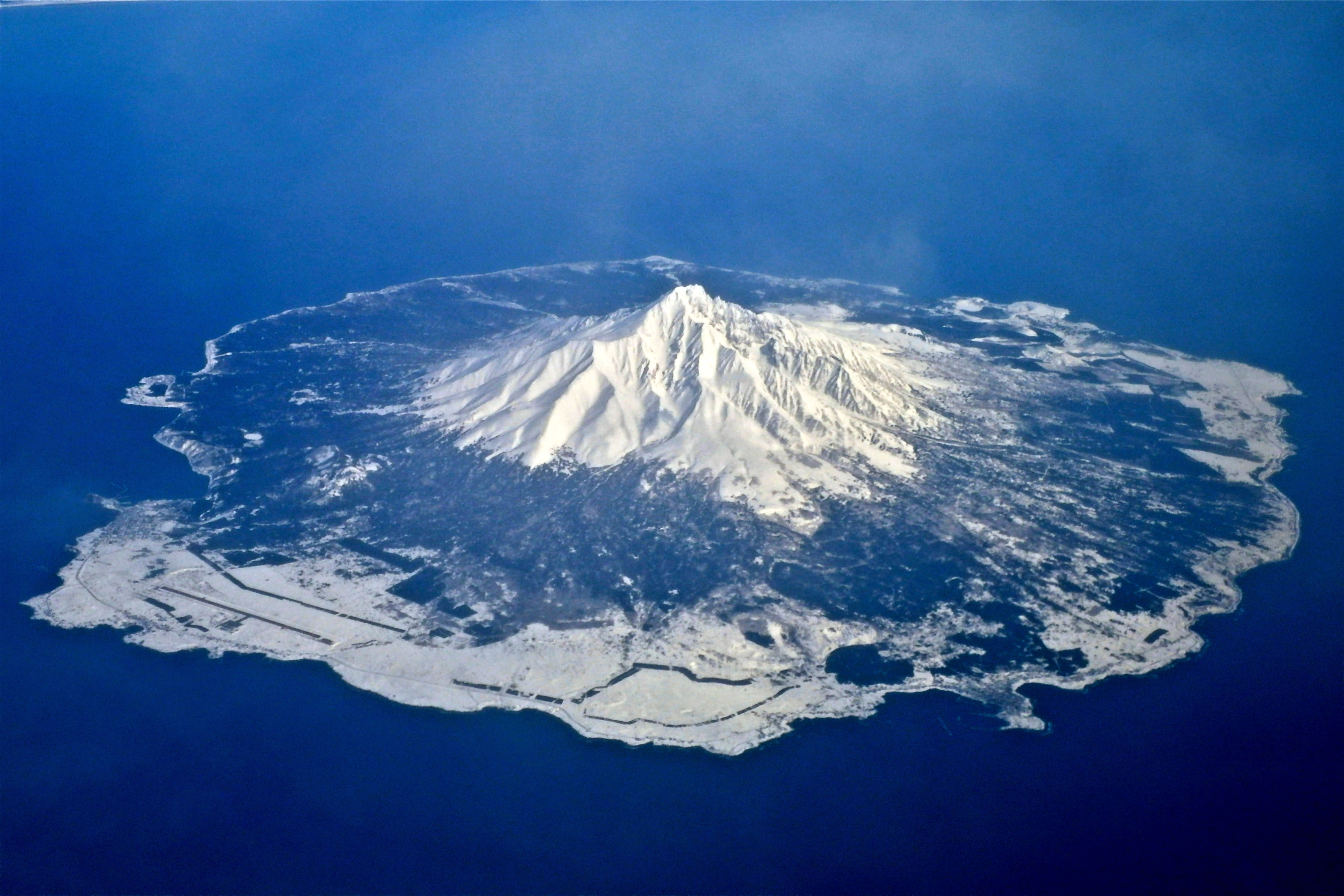
Vue aérienne du mont Rishiri (2012).
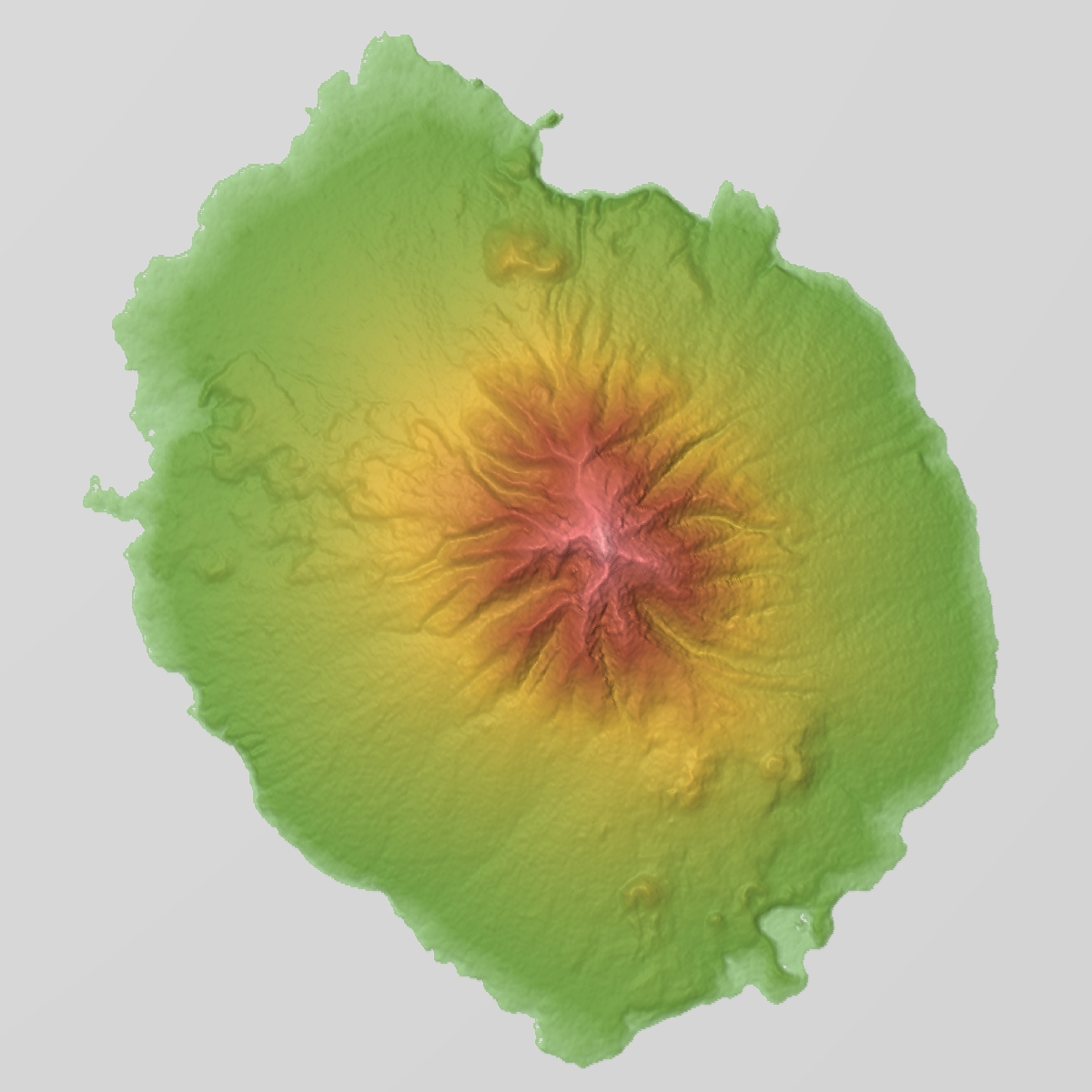
Carte en relief du mont Rishiri.
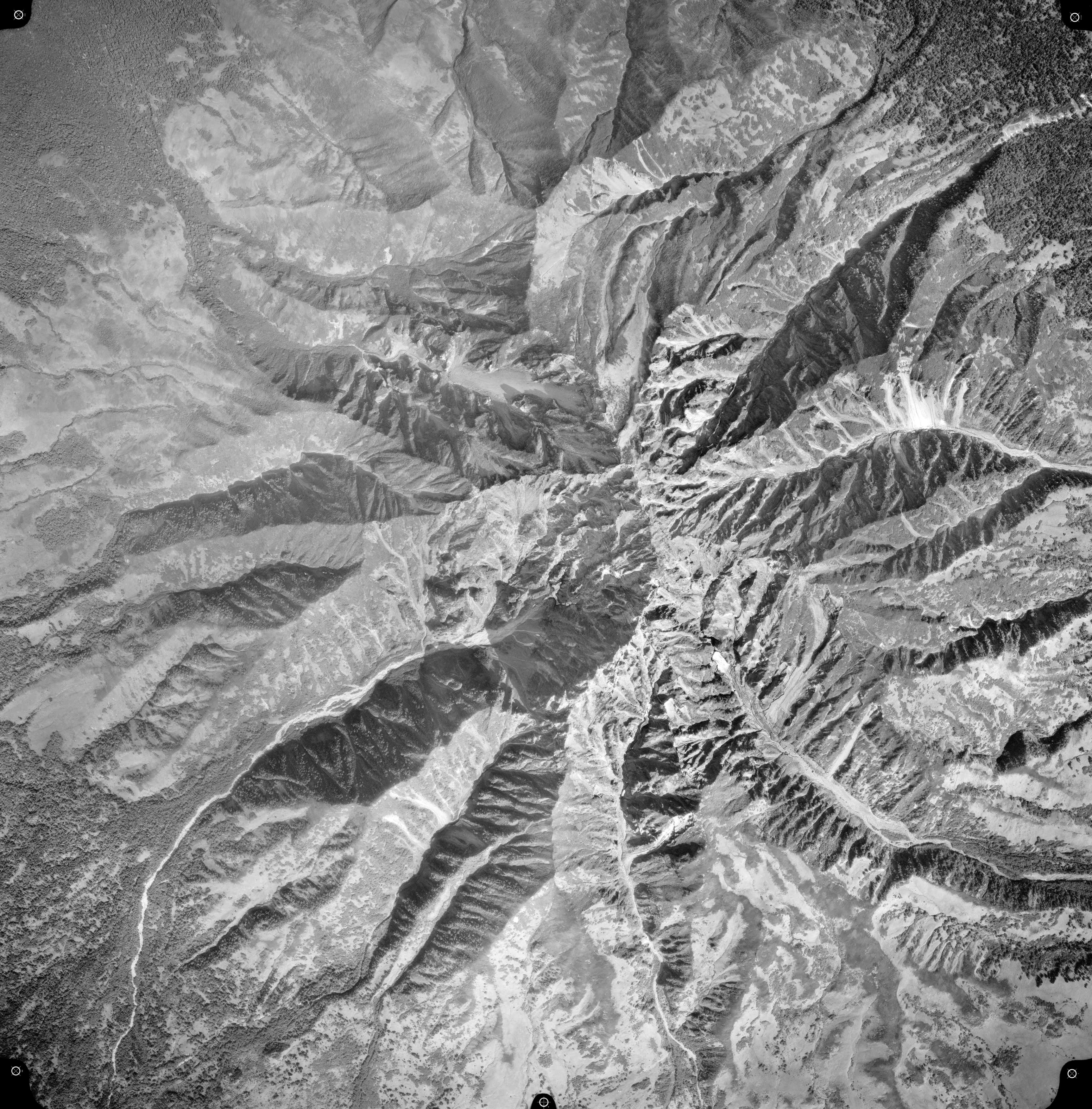
Vue aérienne du volcan Rishiri (1999).

### Géologie
Le mont Rishiri est un volcan dont les éruptions majoritairement explosives le classent comme un volcan gris. Il est essentiellement composé de roches magmatiques et plus particulièrement d'andésite, de dacite, de basalte et de rhyolite.

### Hydrographie
Les pentes du mont Rishiri sont creusées de ravins à disposition radiale, formant de profondes vallées au fond desquelles circule parfois un cours d'eau permanent qui, à son embouchure, au bord de la mer du Japon, produit des cône alluviaux. Ainsi, le fleuve Afutoromanai prend sa source sur le versant oriental de la montagne, les fleuves Ochiushinai et Hōgyozawa sur le versant nord-est, le fleuve Hōsenzawa sur le versant sud-est, les ruisseaux Ōkara (6 km) et Shisantomarijikai sur le versant sud-ouest.
Au pied sud du volcan, un maar dessine, en bordure de mer, une dépression plane contenant les étangs Mikazuki et Otatomari, destination touristique populaire de l'île Rishiri. Un autre, dans le nord de l'île, non loin du port Oshidomari, est totalement rempli par l'étang Hime, site naturel propice à l'observation des oiseaux sauvages,.

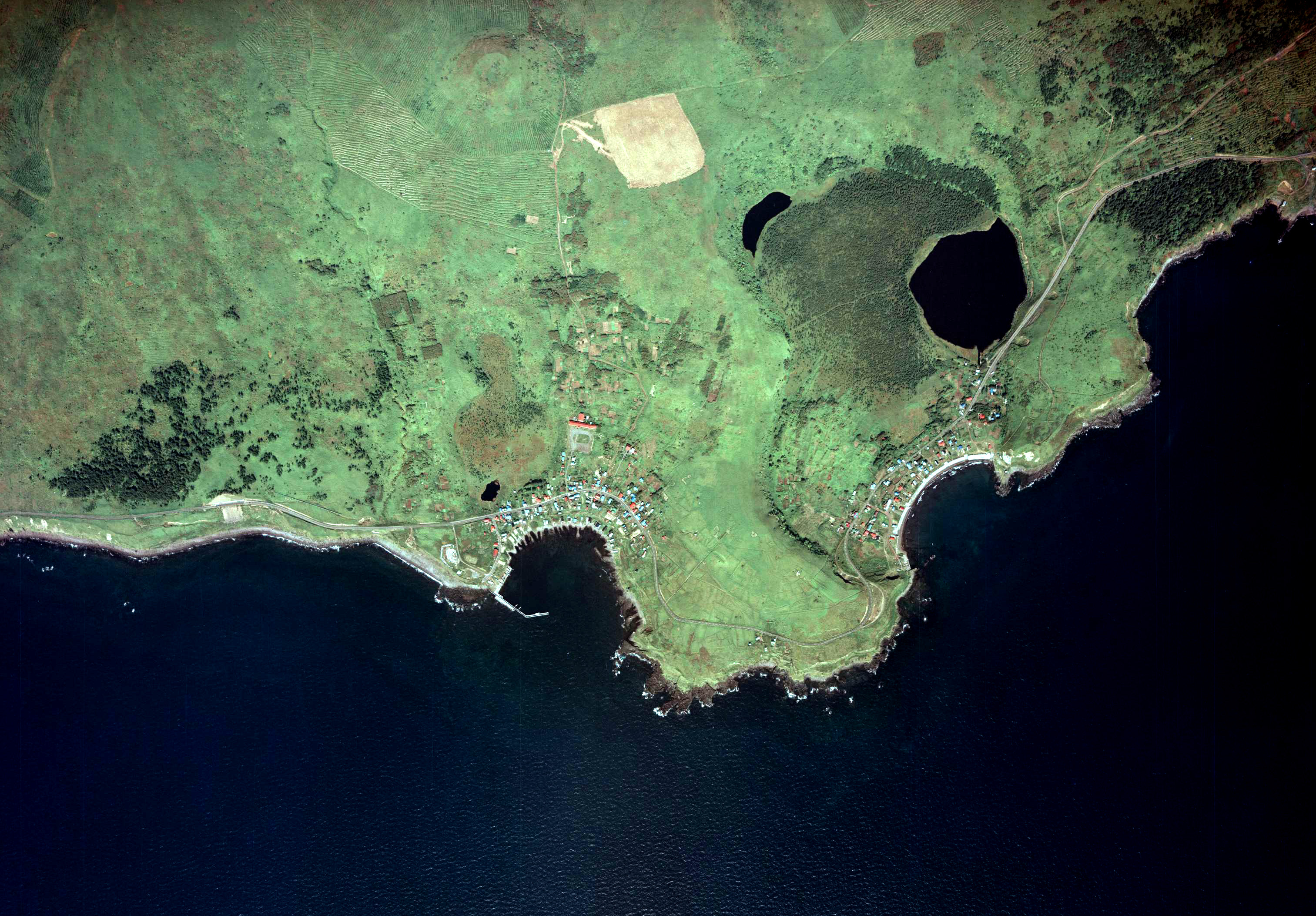
Les étangs Mikazuki et Otatomari (à droite).
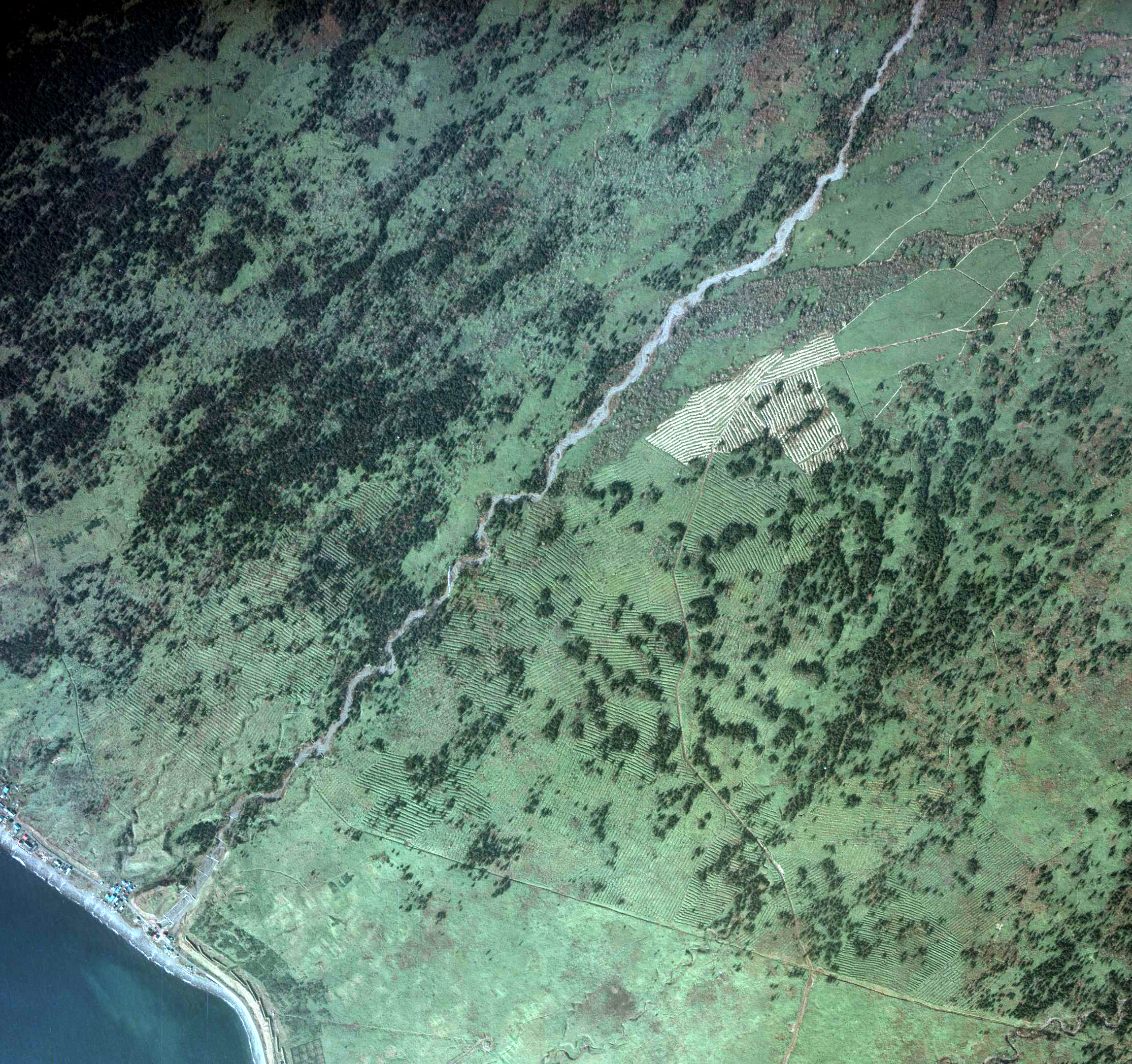
Le ruisseau Ōkara le long du versant sud-est du mont Rishiri.
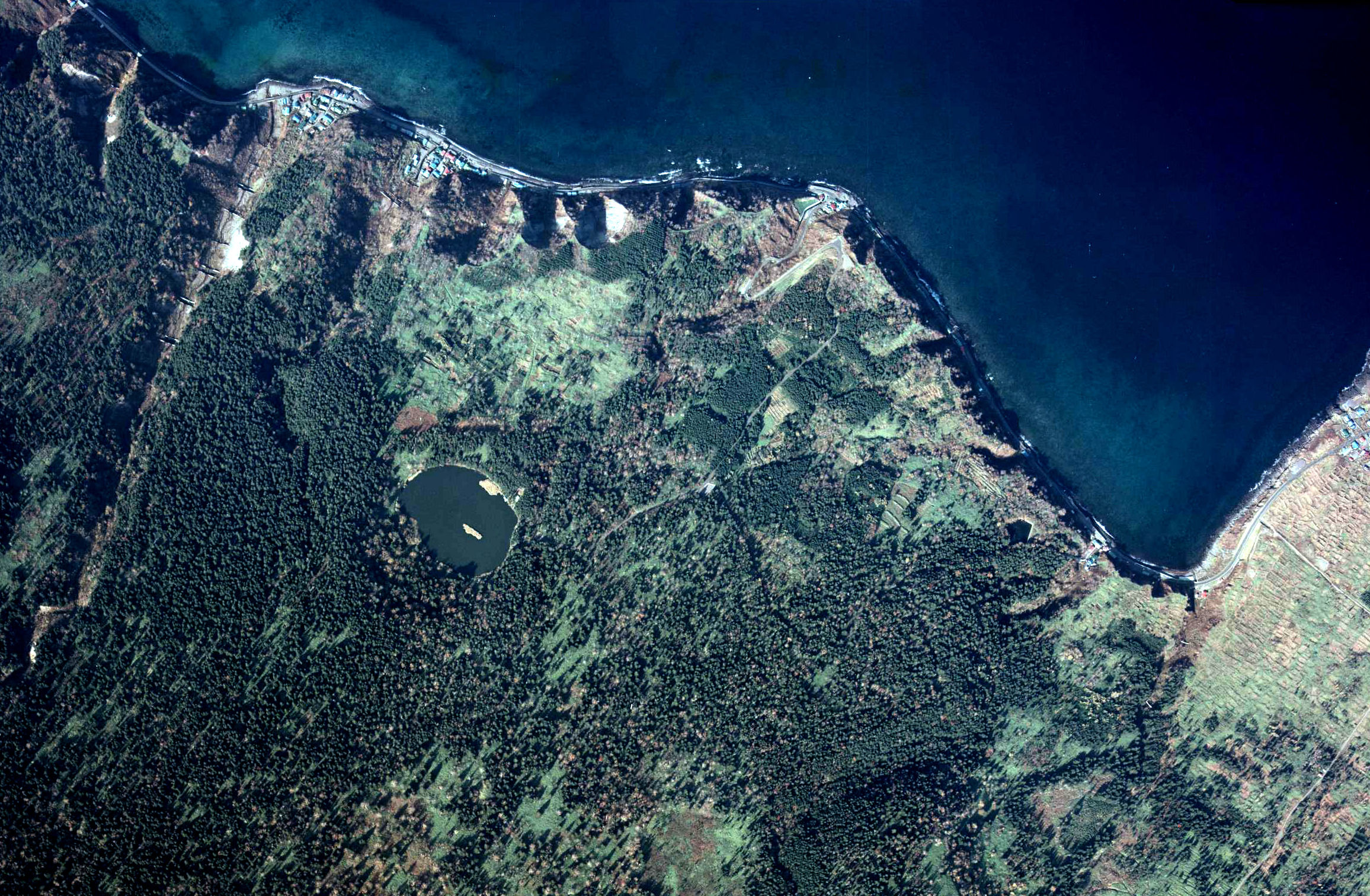
L'étang Hime.

### Faune et flore
Situé au cœur du parc national de Rishiri-Rebun-Sarobetsu, un parc national administré par le ministère de l'Environnement du Japon depuis sa création en 1974, le mont Rishiri constitue un biotope favorable à la cohabitation de centaines d'espèces d'oiseaux sauvages et ses pentes offrent un terrain fertile pour diverses espèces végétales dont quelques plantes alpines endémiques de l'île Rishiri. Il fait partie d'une zone importante pour la conservation des oiseaux dont l'étendue correspond à celle du parc.

## Histoire

### Histoire éruptive
Le sol de l'île Rishiri s'est formé sur une roche-mère datant du Crétacé (145 - 66 Ma) et du Miocène (23 - 5,3 Ma). L'étude d'affleurements naturels du littoral nord de l'île montre qu'avant le début de la phase orogénique du volcan Rishiri, il y a environ 200 000 ans, l'île était relativement plate. La formation du volcan, qui prend fin il y a 8 000 ans, se déroule en trois phases,. Au cours de la première, la lithosphère se fissure localement et des coulées pyroclastiques et de lave, essentiellement composées d'andésite, s'entassent en surface. Puis, à partir d'il y a 130 000 ans et durant une période de 50 000 ans, plusieurs dômes de lave apparaissent,. Vers 40 000 ans BP s'ouvre la deuxième phase : de nouvelles coulées de laves (andésite, dacite et basalte) achèvent la formation du volcan principal et engendrent le mont Chyōkan sur son versant nord,. La troisième phase s'étend jusqu'à il y a environ 8 000 ans. Des éruptions phréato-magmatiques (basalte, dacite et rhyolite) succèdent à des éruptions stromboliennes  (coulées de laves andésitiques et basaltiques), faisant surgir au pied du volcan des dômes de lave, des cônes de scories et des maars,[réf. incomplète],. Au-delà du terme de cette dernière phase de formation, aucune émission de lave, de cendre ou de gaz n'a été observée dans le périmètre d'activité volcanique du mont Rishiri.
L'Agence météorologique du Japon, se conformant à des normes internationales depuis 2003, considère qu'un volcan est actif s'il est entré en éruption au cours de l'Holocène, soit depuis les 10 000 dernières années environ. Par conséquent, elle classe le mont Rishiri dans sa liste des volcans actifs du Japon.

### Histoire humaine
Depuis au moins l'époque d'Edo (1603 - 1868), le mont Rishiri sert de repère maritime et est vénéré par la population locale comme une divinité (gongen) de la religion shintō, religion autochtone du Japon. Des prières lui sont adressées pour une traversée de la mer en toute sécurité ou dans l'espoir de réaliser une bonne pêche,.
À la fin du XVIIIe siècle, le Japon est peu connu des Européens, le Nord en particulier. Le fait que Hokkaidō soit une île est méconnu. Dans son compte rendu d'expédition, Voyage autour du monde sur l’Astrolabe et la Boussole, publié en 1797, l'officier de marine et explorateur français Jean-François de La Pérouse rapporte sa découverte du détroit qui porte son nom, le bras de mer entre les îles Sakhaline et Hokkaidō. Le 11 août 1787, alors qu'il double le cap Crillon, il « aperçoit un grand pic neigeux au loin qu’il croit appartenir à Hokkaidō et qui est en réalité le volcan de l’île Rishiri ».

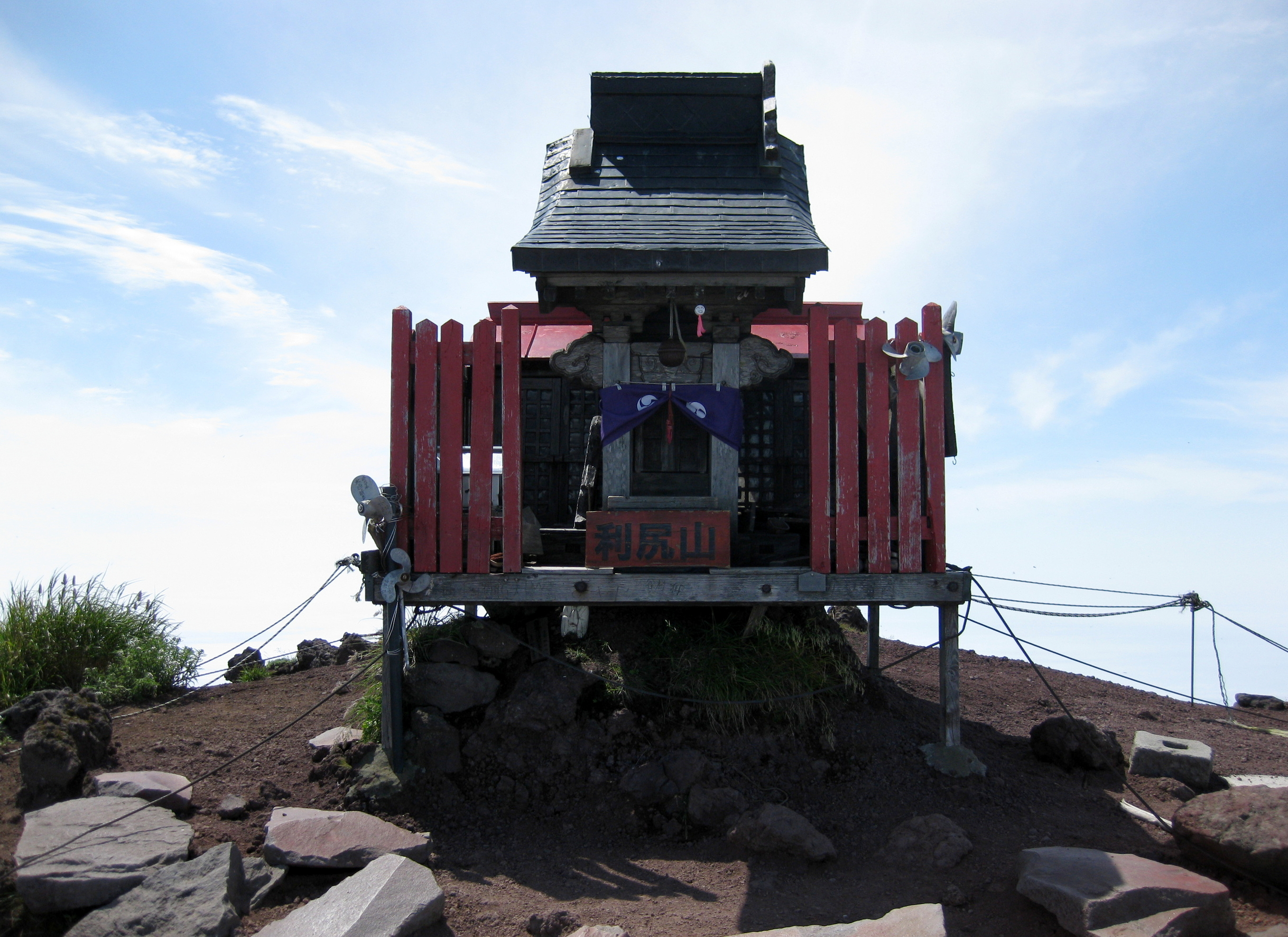
Sanctuaire shintō miniature, au sommet du mont Rishiri.

Au cours de la seconde moitié de l'époque d'Edo, des explorateurs, comme le géographe japonais Mogami Tokunai, puis Mamiya Rinzō, échouent dans leurs tentatives d'ascension du mont Rishiri. En 1890, venu de l'ancienne province de Kishū, Amano Izojirō, un adepte du shugendō, une tradition spirituelle née au VIIIe siècle au Japon et vouant un culte aux montagnes, réussit, après trois mois d'efforts soutenus, à conquérir le sommet du volcan par sa face nord ; la « voie Oshidomari » est née. Sur le pic du Nord, il construit un hokora dédié à Acala,.
En 1896, le gouvernement préfectoral de Hokkaidō fait construire au sommet du mont Rishiri une station météorologique.
En août 1903, le botaniste japonais Tomitaro Makino débarque dans l'île de Rishiri pour constituer un herbier de plantes sauvages. Quatre ans plus tard, il publie, avec Manabu Miyoshi, un autre spécialiste de la botanique, un Atlas illustré des plantes alpines du Japon, dans lequel il décrit, entre autres, des espèces récoltées sur les pentes du mont Rishiri, le long de la « voie Oshidomari ».

## Activités

### Voies d'accès

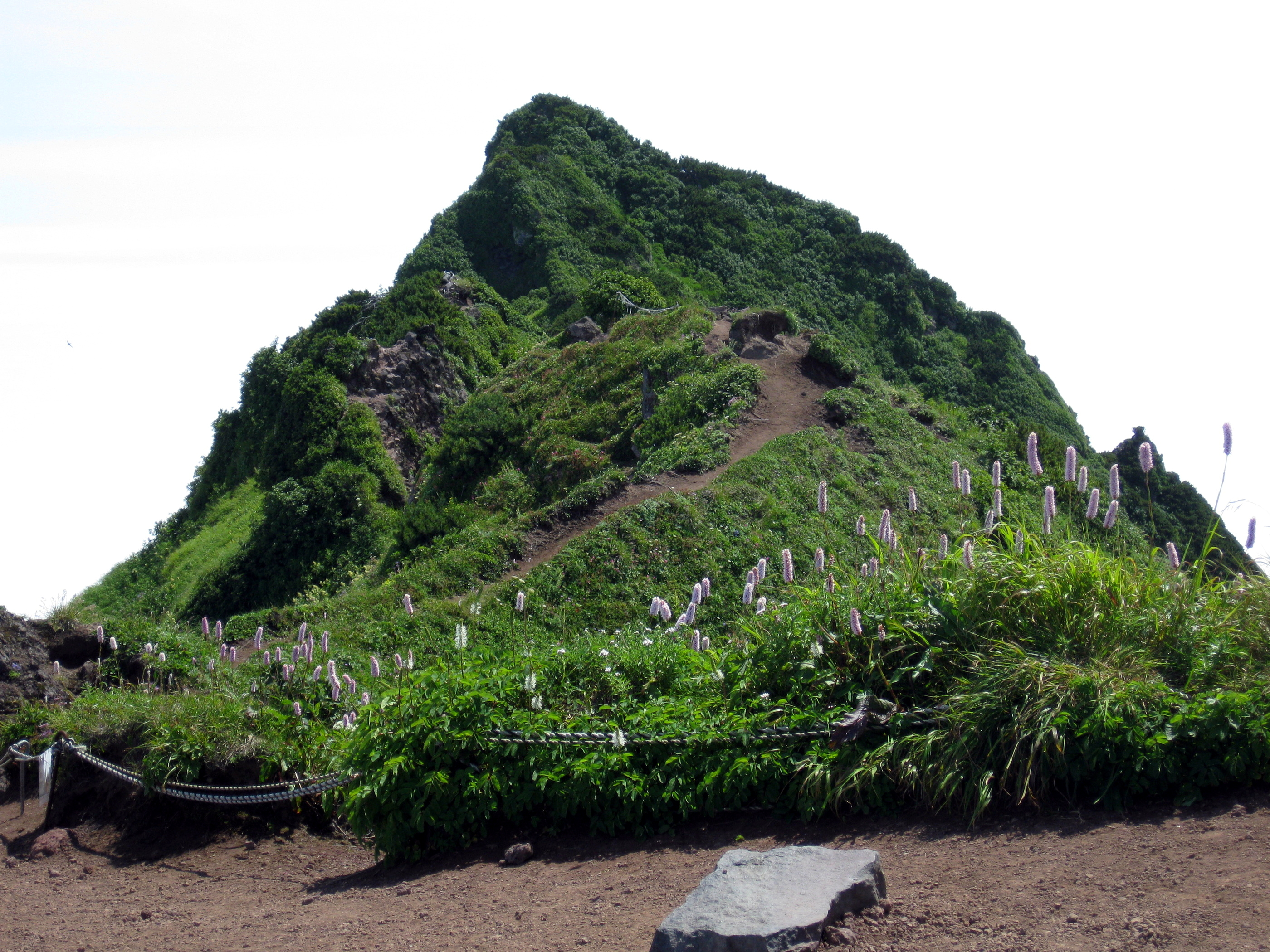
Sommet du mont Rishiri.

Deux voies d'ascension principales permettent d'accéder au sommet du mont Rishiri. L'une, la « voie Oshidomari », longue d'environ 6,4 km pour un dénivelé de 1 511 m, débute à la source naturelle Kanro (altitude 210 m), près d'un terrain de camping accessible par la route depuis l'hôtel de ville de Rishirifuji, dans le nord de l'île. Un sentier de randonnée mène, à travers des forêts de conifères, via le mont Chyōkan et le refuge Rishiridake (altitude 1 233 m), à la cime du volcan,,. Neuf bornes dont les numéros se suivent marquent le tracé de ce chemin d'ascension le long de la face nord de la montagne. Sur le versant ouest, la « voie Kutsugata » s'ouvre près du parc Mikaeridai (altitude 430 m). Étendue sur 5 km balisés par neuf bornes, elle passe par le mont Sanchō.
Une troisième voie, dite « voie Oniwaki », existe sur le versant sud-est ; depuis au moins le début des années 2000, elle est interdite d'accès à la suite d'un effondrement près du sommet.

### Protection environnementale
Le mont Rishiri et ses environs immédiats sont protégés depuis le 20 septembre 1974 dans le parc national de Rishiri-Rebun-Sarobetsu qui s'étend sur 241,66 km2.
Le long des sentiers de randonnée à flanc de montagne, les autorités locales ont fait construire des murs de soutènement et installer des filets de rétention afin de remédier aux dégradations du sol engendrées par les randonneurs.